# Manos Hadzidakis
Manos Hadzidakis, ook: Hadjidakis (Grieks: Μάνος Χατζιδάκις) (Xánthi, 23 oktober 1925 — Athene, 15 juni 1994) was een Grieks componist.

## Levensloop
Manos Hadzidakis groeide op in Xánthi, een stad waar tabak wordt verbouwd aan de noordelijke grens van Griekenland. Zijn vader Yorgos Hadjidakis, een advocaat, kwam uit het stadje Myrthio in de prefectuur Rethimnon op Kreta. Zijn moeder Aliki (Vasiliki) Arvanitidou kwam uit Adrianopel.
Hij kreeg pianoles van Madame Altounian, een lerares van Armeense afkomst, in Xánthi. Verder leerde hij viool en accordeon spelen. Toen hij zeven was scheidden zijn ouders en verhuisde hij met zijn moeder en zijn zuster Miranda naar Athene. Zes jaar later werd zijn vader slachtoffer van een vliegramp in de buurt van Milaan. Na diens dood en gedurende de Tweede Wereldoorlog en de Duitse bezetting verslechterde de financiële situatie van de familie en stopte Manos zijn muziekstudie om de familie met de inkomsten uit verschillende baantjes te steunen.
Later kreeg hij les in muziektheorie bij Menelaos Pallandios, een belangrijke figuur binnen de Griekse nationale muziekschool. Vervolgens studeerde hij filosofie aan de Universiteit van Athene, maar sloot deze studie niet af met een diploma. Hij maakte kennis met verschillende artiesten en intellectuelen van de generatie tussen de beide wereldoorlogen, zoals George Seferis, Odýsseas Elýtis, Angelos Sikelianos, Yannis Tsarouhis en vooral Nikos Gatsos.  Gatsos die hij voor het eerst in 1943 ontmoette, zou zijn mentor en beste vriend blijven tot zijn dood. Hij was eveneens bevriend met de actrice, zangeres en latere minister voor cultuur Melina Mercouri.
Als componist was Hadzidakis bijna helemaal autodidact. Zijn eerste openbare uitvoering in Griekenland vond plaats aan het Kunsttheater van Karolos Koun met Alexis Solomos The Last White Crow. Dankzij een vruchtbare samenwerking met het Theater, die 15 jaar zou duren, schreef hij voor verschillende contemporaine theaterstukken composities, zoals The Glass Menagerie van Tennessee Williams (1946), Antigone van Jean Anouilh (1947), Blood Wedding van Federico García Lorca (1948), All God's Children Got Wings van Eugene O'Neill (1948), A Streetcar Named Desire van Tennessee Williams (1948) en Death of a Salesman van Arthur Miller (1949).
Na de Duitse bezetting vroeg de dichteres Marika Kotopouli hem muziek te schrijven voor haar Agamemnon and Choephoroe (1950) dat naar Aeschylus’ trilogie van het verhaal van Orestes geschreven was.
Na de Tweede Wereldoorlog schreef hij ook een groot aantal werken voor Griekse en buitenlandse films. Voor Never on Sunday, de titelsong van de gelijknamige film, won hij de Oscar voor het beste originele nummer van 1960.
In 1962 stichtte hij een compositiewedstrijd voor avantgarde-componisten van de Athens Technological Organization (Doxiadis Group). Voorzitter van de jury was de Amerikaanse componist Lucas Foss. De jury bestond verder uit de musicoloog Yannis G. Papaioannou en de componist Jani Christou. De eerste prijswinnaar was de toen in Griekenland nog niet bekende Iannis Xenakis.
Verder stichtte Hadzidakis in 1963 het Athens Experimental Orchestra (Symphonic Orchestra) dat de moderne muziek in Griekenland wilde promoten.
Van 1975 tot 1977 was hij directeur van de Griekse Opera, van 1975 tot 1982 eveneens directeur van het State Orchestra of Greece en hoofd van het 3e programma van de Griekse Radio. In 1980 en 1981 was hij medeorganisator van het muzikale Augustus-Festival in Iraklion op het eiland Kreta. Op dit festival waren te gast onder andere Nicola Piovani, Ástor Piazzolla, Susana Rinaldi, Gisela May, R. Winters, Gyorgi Sandor, E. Cup, Hans Zender en Frei Hermano da Camara.
In 1989 stichtte hij het Orchestra of Colours met het doel originele werken uit te voeren, die meestal niet door een gewoon symfonieorkest uitgevoerd worden. Van dit orkest was hij tot zijn dood de dirigent. Het orkest trad op met Griekse en buitenlandse solisten, zoals Christodoulos Georgiadis, Sonia Theodoridou, Sheila Armstrong, Ástor Piazzolla en Gyorgy Sandor.
Manos Hadzidakis componeerde muziek voor 67 toneelstukken, 76 films, 10 balletten, 10 gitaar-/pianowerken, 29 liedcycli. In totaal heeft hij meer dan 300 liederen gecomponeerd.

## Composities

### Werken voor orkest
- Ellas, i hora ton oniron
  1. Opening
  2. To pelagos ine vathi
  3. Tora pou pas stin xenitia
  4. Finale
- Roman Market
- Tha Ballad of Uri

### Muziektheater

#### Opera's
| Voltooid in | titel               | aktes | première | libretto         |
| ----------- | ------------------- | ----- | -------- | ---------------- |
| 1962        | Rinaldos kai Armida |       |          |                  |
|             | Transformations     |       |          | van de componist |
|             | Opera for Five      |       |          | van de componist |

#### Balletten
| Voltooid in | titel                        | aktes | première | libretto | choreografie |
| ----------- | ---------------------------- | ----- | -------- | -------- | ------------ |
| 1950        | Marsyas                      |       |          |          |              |
| 1951        | The Accursed Serpent         |       |          |          |              |
| 1951        | Six Folklore Paintings       |       |          |          |              |
| 1958        | Solitude                     |       |          |          |              |
| 1965        | Birds of Aristophanes        |       |          |          |              |
| 1972        | Jean Cocteau et la dance     |       |          |          |              |
| 1988        | Dionysos                     |       |          |          |              |
| 1993        | The Ballads of Athena Street |       |          |          |              |

#### Musicals
| Voltooid in | Titel                  | Uitvoeringen | Première | Libretto                                                                           | Verdere liedteksten | Choreografie |
| ----------- | ---------------------- | ------------ | -------- | ---------------------------------------------------------------------------------- | ------------------- | ------------ |
| 1962        | Street of Dreams       |              |          |                                                                                    |                     |              |
|             | Delikanis              |              |          | van de componist                                                                   |                     |              |
|             | The Era of Melissanthi |              |          | van de componist gebaseerd op de persoonlijke ervaringen in de Tweede Wereldoorlog |                     |              |

#### Toneelmuziek
- 1945 Mourning Becomes Electra theatermuziek - tekst: Eugene O'Neill
- 1946 The Glass Menagerie theatermuziek - tekst: Tennessee Williams
- 1947 Antigone theatermuziek - tekst: Jean Anouilh
- 1948 Blood Wedding theatermuziek - tekst: Federico García Lorca
- 1948 All God's Children Got Wings theatermuziek - tekst: Eugene O'Neill
- 1948 A Streetcar Named Desire theatermuziek - tekst: Tennessee Williams
- 1949 Death of a Salesman theatermuziek - tekst: Arthur Miller
- 1952 Midsummer Night's Dream theatermuziek - tekst: William Shakespeare
- 1956 Medea theatermuziek - tekst: Euripides
- 1956 Ecclesiazusae theatermuziek - tekst: Aristophanes
- 1956 Plutus theatermuziek - tekst: Aristophanes
- 1957 King Lear theatermuziek - tekst: William Shakespeare
- 1957 Lysistrata muziek voor het theater - tekst: Aristophanes
- 1959 Cyclopes theatermuziek - tekst: Euripides
- 1958 Thesmophoriazusae theatermuziek - tekst: Aristophanes
- 1958 Othello theatermuziek - tekst: William Shakespeare
- 1959 Dona Rosita the Spinster theatermuziek - tekst: Federico García Lorca
- 1959 Frogs theatermuziek - tekst: Aristophanes
- 1959 Birds theatermuziek - tekst: Aristophanes
- 1961 La Voleuse de Londres theatermuziek - tekst: Georges Neveux
- 1962 Bacchae theatermuziek - tekst: Euripides
- 1966 Illya Darling - (Never on Sunday) theatermuziek (gebaseerd op het verhaal uit de film "Never on Sunday")
  1. After love
  2. Heaven help the sailors
  3. I'll never lay down any more
  4. Piraeus
  5. my love
- Hippocrates muziek voor de tragedie van Angelos Sikelianos

### Vocaalmuziek (met orkest of instrumenten)
- 1949 "Rebetika" Songs
- 1954 The C.N.S. Cycle op. 8, voor bariton en piano
- 1956 The Caucasian Chalk Circle
- 1959 Tale with no Name
- 1959-1975 I Laiki Agora-30 Tragoudia
  1. I Kolasmeni
  2. O Tahidromos Pethane
  3. Ximeroni
  4. Tsamikos
  5. Helidoni Se Klouvi
  6. Kathe Trello Pedi
  7. O Giannhs O Fonias
  8. Kita Me Sta Matia
  9. To Tragoudi tis Sirinas
  10. Nani Tou Riga To Pedi
  11. Sinevi Stin Athina
  12. San Sfirixis 3 Fores
  13. Me Tin Ellada Karavokiri
  14. Imittos
  15. Ta Loustrakia
- 1961 Lilacs out of the Dead Land
- 1961-1962 It happened in Athens (Sinevi stin Athina - Συνέβη στην Αθήνα) voor sopraan, gitaar en mandoline - tekst: Karl Halderman
- 1964 Fifteen Vespers
- 1965 Mythology
- 1966 Captain Mihalis
- 1969 Reflections voor rock-en-rollgroep met zang
  1. Bitter way
  2. Dance of the dogs, The three answers
  3. Dedication
  4. Kemal
  5. Love her
  6. Noble dame
  7. Orpheus
  8. Street song
  9. The day / Χελιδόνι σε κλουβί
- 1971 Liturgical Songs
- 1975 Immortality
- 1976 Irrationals
- 1985 Dark Mother
- 1994 Songs of Sin
- 30 Night Songs
  1. I Ballada Tou Ouri
  2. I Parthena Tis Geitonias Mou
  3. To Asteri Tou Voria
  4. I Trelli Tou Feggariou
  5. Hartino To Feggaraki
  6. Athanasia
  7. I Evgeniki Kyria
  8. Manoula Mou
  9. To Methysmeno Koritsi
  10. Ta Paidia Kato Ston Kambo
  11. Sto Lavrio Ginetai Horos
  12. Hasapiko
  13. O Kemal (O Mythos Tou Sevax)
  14. I Mikri Rallou
  15. To Triantafyllo
- Boys of Piraeus voor santouri, bouzouki, contrabas, klarinet, viool, accordeon, gitaar en zang
- Bring me a mandolin voor sopraan, bouzouki, gitaar en piano
- Chansons voor zang en piano
  1. Efta tragoudia
  2. Laterna
  3. Aeriko
  4. Fousta klaroti
  5. Poli Magiki
  6. Teleftaia ora
  7. I petra
  8. Ferte mou ena mantolino
  9. O tahydromos pethane
  10. Eimai andras
  11. Ela pare mou ti lypi
  12. Min ton raotas ton ourano
  13. Glaros
  14. Garyfallo st'afti
  15. Kourasmeno pallikari
  16. Gia sena tin agapi mou
  17. Ah vre paliomisoforia
  18. Thalassa plateia
  19. Me tin Ellada
  20. Ximeronei
- Love, that you`ve become a two edged knife voor santouri, bouzouki, contrabas, klarinet, viool, accordeon, gitaar en zang
- Magnus Eroticus twaalf liederen met teksten van Griekse dichters uit de antieke en moderne tijd
- Megali Sinthetes
  1. Hasapiko Saranta
  2. I Kira
  3. Mia Panagia
  4. Enas Mithos
  5. Thalassopoulia Mou
  6. Odos Oniron
  7. O Amaksas
  8. Ferte Mou Ena Mantolino
  9. Milise Mou
  10. H Pikra Simera
  11. Se Agapo
  12. Fildisenio Karavaki
- My mother voor sopraan, bouzouki, gitaar en piano
- Never On Sunday (Ta Pedia tou Pirea) voor sopraan, gitaar en mandoline - tekst: van de componist
- Now that you are going to foreign lands voor sopraan, bouzouki, gitaar en piano
- Ours all the stars tonight voor mezzo-sopraan en gitaar - tekst: Nikos Gatsos
- Seasons pass voor sopraan, bouzouki, gitaar en piano
- Seven Songs voor santouri, bouzouki, contrabas, klarinet, viool, accordeon, gitaar en zang
- Somewhere My Love Exists (Kapou Iparxi i Agapi mou) voor sopraan, gitaar en mandoline - tekst: van de componist
- Street of dreams voor sopraan, bouzouki, gitaar en piano
- Ta 35 Tragoudia
  1. Mia Poli Magiki
  2. Irthe Vorias, Irthe Notias
  3. Hartino To Fegaraki
  4. Pame Mia Volta Sto Fegari
  5. To Fegari Ine Kokkino
  6. Agapi Pou Egine Dikopo Maheri
  7. Mi Ton Rotas Ton Ourano
  8. Thalassa Platia
  9. Kourasmeno Palikari
  10. Itan Tou Mai To Prosopo
  11. To Pelagos Ine Vathi
  12. Tora Pou Pas Stin Xenitia
  13. Ime Aitos Horis Ftera
  14. To Skotino Parathiro
  15. Ferte Mou Ena Mantolino
  16. I Petra
  17. Perimpanou
  18. Pornografia
  19. Kathe Kipos Ehi
  20. O Kir Mihalis
  21. To Pouli
  22. Mia Panagia
  23. T' Asteri Tou Voria
  24. Pai O Keros, Pai O Keros
  25. Stou Digeni T 'Alonia
  26. Ta Pedia Kato Ston Kambo
  27. O Odiporos
  28. To Methismeno Koritsi
  29. Mia Fora Ki Ena Kero
  30. Athanasia
  31. To Pedi Apo Tin Kriti
  32. Exi Koritsia Me Rotoun
  33. Agapi Mou
  34. I Balada Tou Yuri
  35. I Balada Ton Esthiseon Ke Ton Paresthiseon
- The myth voor sopraan, bouzouki, gitaar en piano
- The postman died voor sopraan, bouzouki, gitaar en piano

### Koorwerken
- O kyklos me tin kimolia voor gemengd koor - tekst: Bertolt Brecht
  1. Anagki na se paro ego
  2. Tesseris stratigi
- Paramythi horis onoma voor gemengd koor en piano - tekst: Iakovos Kampanellis
  1. Nafti, geronafti
  2. Stin potamia sopeni to kanoni
  3. To tragoudi tis simeas
  4. Ektoras ke Andromachi
  5. O sideras
  6. Rihno tin kardia mou sto pigadi

### Werken voor piano
- 1947 For a Small White Seashell opus 1 - Preludes and dances for the piano
- 1951 Six Folklore Paintings
- Rhythmology op. 26, voor piano

### Filmmuziek
- 1946 Free Slaves
- 1954 Counterfeit Sovereign (Yorgos Tzavellas)
- 1955 Stella (Michael Cacoyannis)
- 1956 The Rapist (Nikos Koundouros)
- 1958 To Telefteo Psemma (Fin de crédit)
- 1960 Madalena (Dinos Dimopoulos)
- 1960 The River van Nikos Koundouros
- 1960 Never on Sunday van Jules Dassin
- 1962 In the Cool of the Day (Robert Stevens)
- 1962 America-America (Elia Kazan)
  1. Evil thoughts
  2. Excitement in the village
  3. Farewell song and the voyage
  4. Frustration
  5. dreams and loneliness
  6. Hard work at the docks
  7. Johannes and Stavros' Madness
  8. The dance of Vartan
  9. The harmonica and the waltz
  10. The streets of Constantinople
  11. Two women in the mist
  12. Finale
- 1963 TOPKAPI van Jules Dassin
- 1967 Blue (Silvio Narizzano)
  1. The river
  2. Blue and Joanne near the river
  3. Blue's solitude
  4. Morning after love
  5. Preparation of the villagers
  6. Scherzo
  7. The death of Blue
  8. The Mexicans are coming
  9. The Mexicans in the village
- 1974 Sweet Movie (Dusan Makavejev)
- 1975 Faccia di spia
- 1977 A la Recherche de l' Atlantide I documentaire film van Jacques Cousteau
- 1977 A la Recherche de l' Atlantide II documentaire film van Jacques Cousteau
- 1978 Honeymoon (Yorgos Panousopoulos)
- 1983 Memed my Hawk (Peter Ustinov)
- 1992 Quiet Days of August (Pandelis Voulgaris)
- Pote tin Kyriaki

## Publicaties
- Manos Hadzidakis: Mythology
- Manos Hadzidakis: Mythology II